# Senath, Missouri
Senath, Missouri (енгл. Senath) град је у америчкој савезној држави Мисури.

## Демографија
По попису из 2010. године број становника је 1.767, што је 117 (7,1%) становника више него 2000. године.
| Група             | 2000.         | 2010.         |
| Белци             | 1.434 (86,9%) | 1.241 (70,2%) |
| Афроамериканци    | 9 (0,5%)      | 19 (1,1%)     |
| Азијати           | 1 (0,1%)      | 2 (0,1%)      |
| Хиспаноамериканци | 191 (11,6%)   | 488 (27,6%)   |
| Укупно            | 1.650         | 1.767         |